# Han Fu (fictif)
Pour les articles homonymes, voir Han Fu.
Han Fu (? - 200) est un personnage du roman Histoire des Trois Royaumes. Il est préfet du comté de Luoyang sous Cao Cao. Il garde le second poste de contrôle sur l’itinéraire du fameux voyage de 1000 li effectué par Guan Yu afin de rejoindre Liu Bei. Avec Meng Tan, il barre la route à Guan Yu où réfugié dans la passe, il fait tirer une salve de flèches sur ce dernier, qui est atteint au bras. Toutefois, Guan Yu rattrape rapidement Han Fu, puis lui assène un coup violent qui lui tranche la tête et l’épaule.